# Ifá

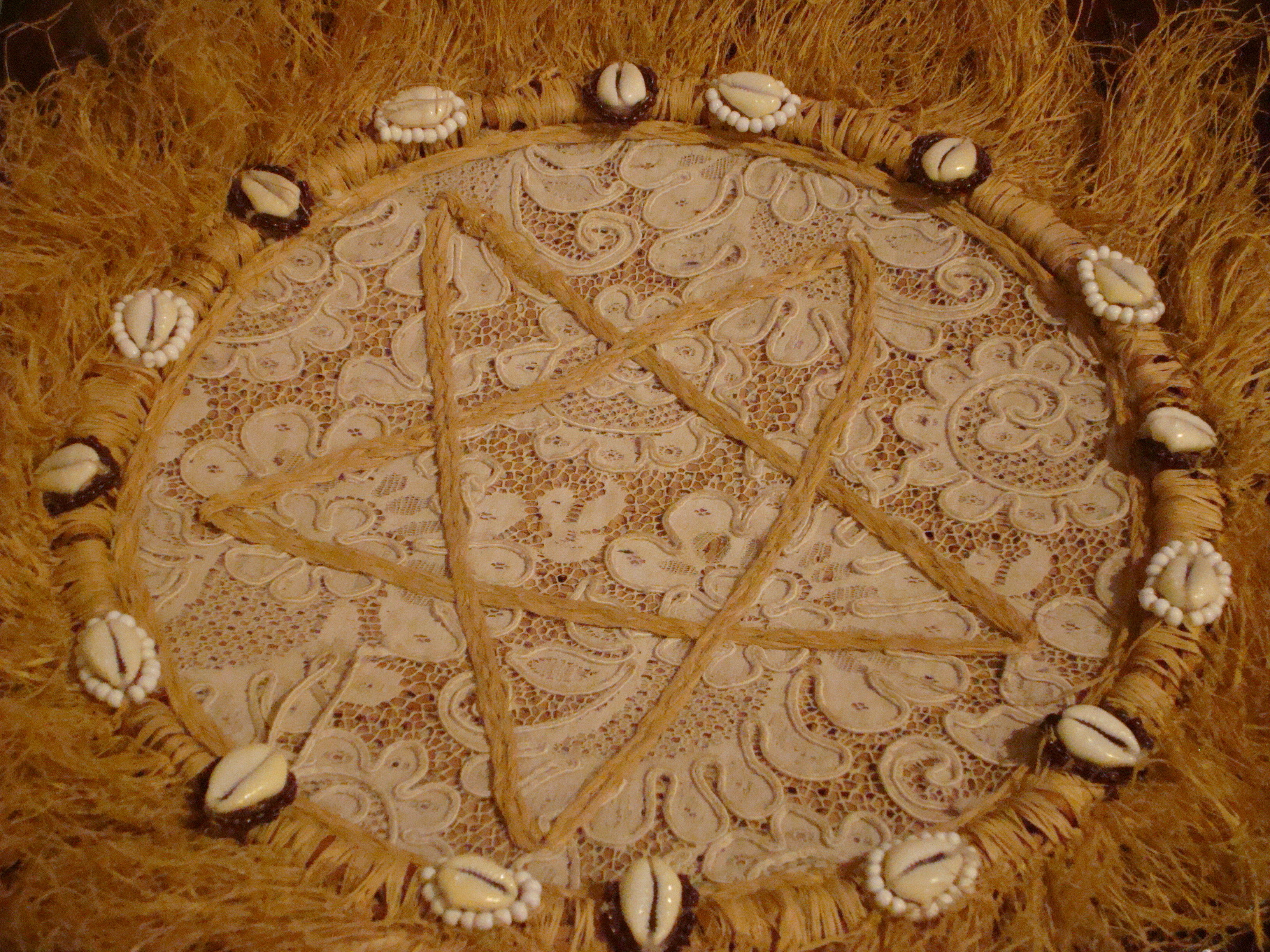
Opon Meridilogun

Ifá – wyrocznia w kulturach zachodnioafrykańskich, system wróżbiarstwa wywodzący się z tradycji religijnych ludu Joruba w Nigerii, nazywany jest również Fa przez Fonów oraz Afa przez Ewe. Wyrocznia jest głosem bóstwa orisza Orunmilá, przekazywanym poprzez Eszu, posłańca bogów.
System ifá jest związany przede wszystkim z tradycyjnymi religiami Afryki, lecz praktykowany jest także między innymi przez adeptów kubańskiej lukumí w ramach Regla de Ocha, oraz candomblé w Brazylii w ramach tzw. Culto de Ifá. W wielu tradycjach uważa się, że wróżby mogą być stawiane tylko przez osoby, które przeszły inicjację i wieloletni cykl nauki pod opieką kapłanów.
W 2005 roku system ifá został proklamowany arcydziełem ustnego i niematerialnego dziedzictwa ludzkości, a w 2008 roku wpisany na listę niematerialnego dziedzictwa UNESCO.

## Sposób wróżenia
Wróżenie polega na rzuceniu określonej liczby orzeszków palmowych, muszelek kauri lub ich odpowiedników, co ma dać zestaw danych dwójkowych, w zależności od tego czy upadną częścią przednią do góry czy do dołu. Muszelki kładzie się w ściśle określonych szeregach, tworzących potencjalnie 256 możliwych układów, zwanych w języku joruba odù. Każdy z tych odù odpowiada konkretnemu tekstowi itan legendy z literatury mitologicznej Jorubów, który ma wyjaśnić sens wróżby.

## Stosowane metody
Osobą, która na podstawie różnych znaków (odù) dokonuje rytuału związanego z wyrocznią, jest kapłan babalawo, odpowiedzialny również za szkolenie nowych adeptów. Babalawo ma do dyspozycji różne metody, pozwalające mu określić wolę poszczególnych orisza:

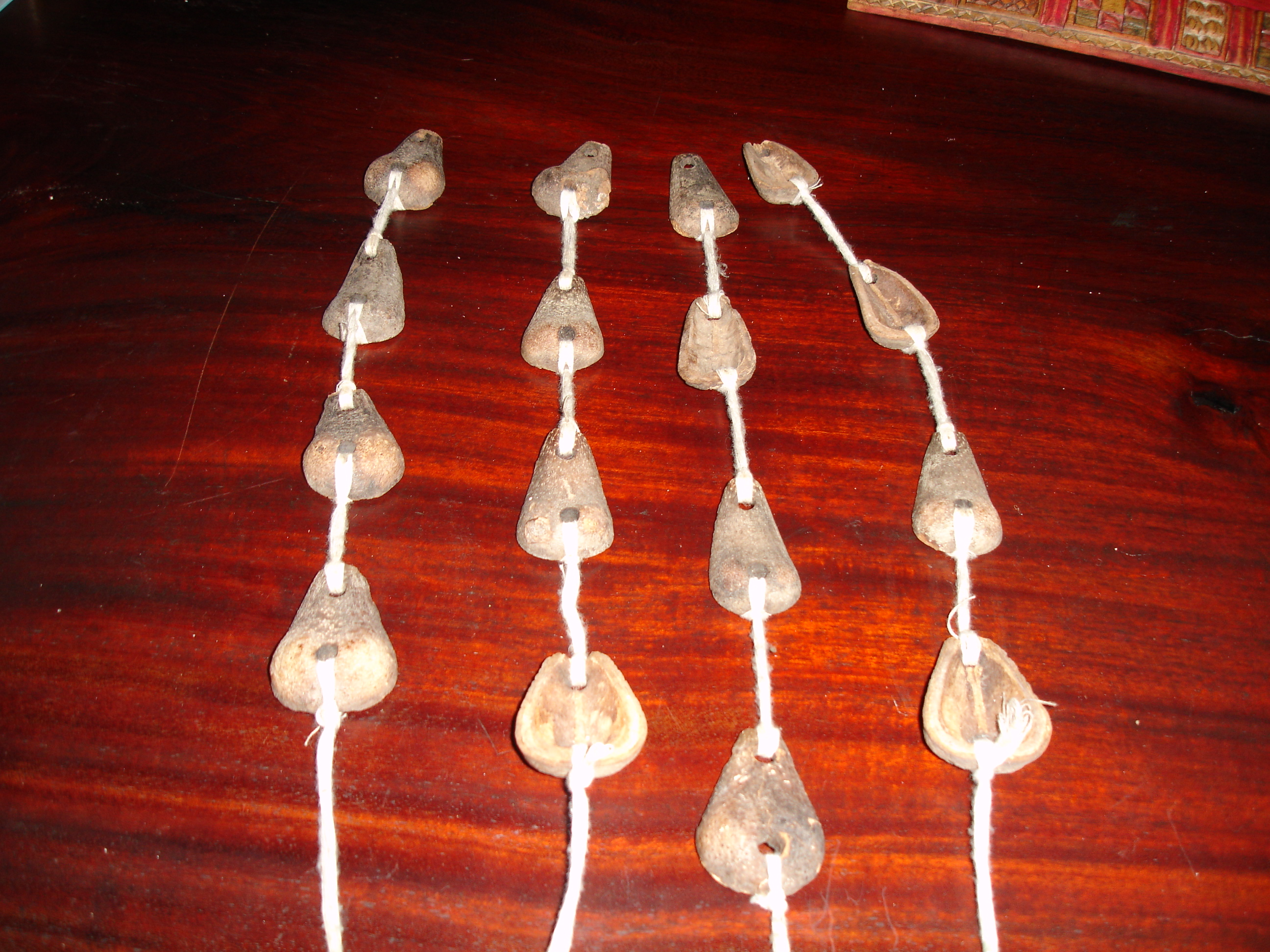
Opele Ifá

- Òpelè-Ifá, czyli różaniec Ifá – otwarty sznur, na który nanizane jest osiem połówek fasolek òpelè. Istnieją również inne odmiany, wykorzystujące elementy metalowe, różne nasiona, monety i kamienie półszlachetnie. Òpelè-Ifá jest najpowszechniej stosowaną metodą za względu na szybkość, gdyż nie ma konieczności zadawania pytań na głos, co pozwala na zachowanie dyskrecji. Jedno rzucenie różańca pozwala uzyskać dwie figury, z jednej strony wypukłe, a z drugiej wklęsłe, których kombinacja tworzy odù.

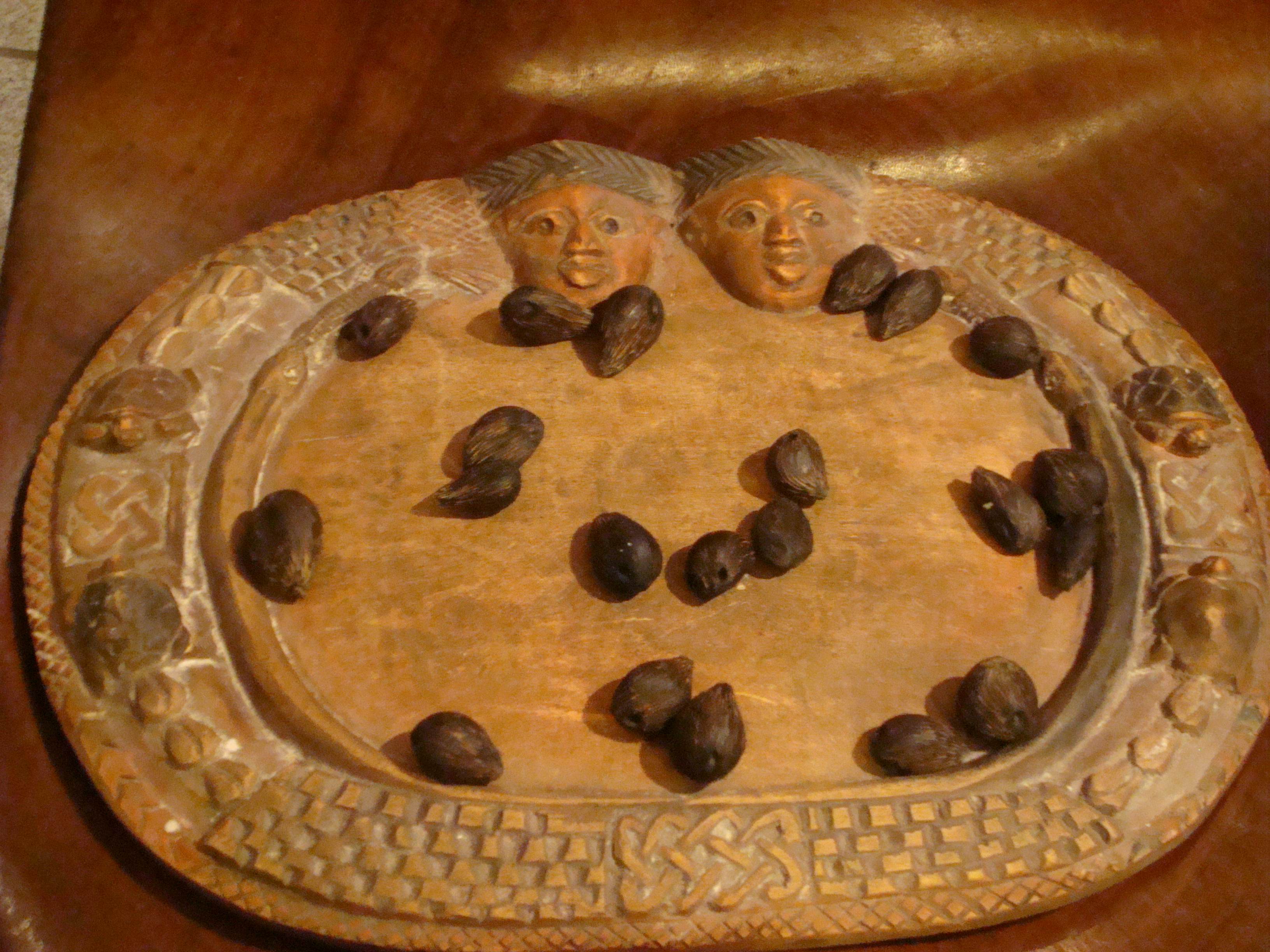
Święta taca z orzeszkami ikin

- Ikin – odmiana ciesząca się największym prestiżem, wykorzystywana jedynie w ważnych ceremoniach, zawsze przez babalawo. Komplet składa się z 21 orzeszków ikin, ich układ jest interpretowany przez babalawo i wnioski przekazywane osobie zainteresowanej. Z 21 ikinów, 16 babalawo kładzie na swojej lewej dłoni, a następnie próbuje szybkim ruchem je zdjąć. Do określenia Odú służy liczba orzeszków, które pozostały na lewej dłoni. Następnie otrzymaną liczbę kładzie się na Opon-Ifa (świętej tacy).

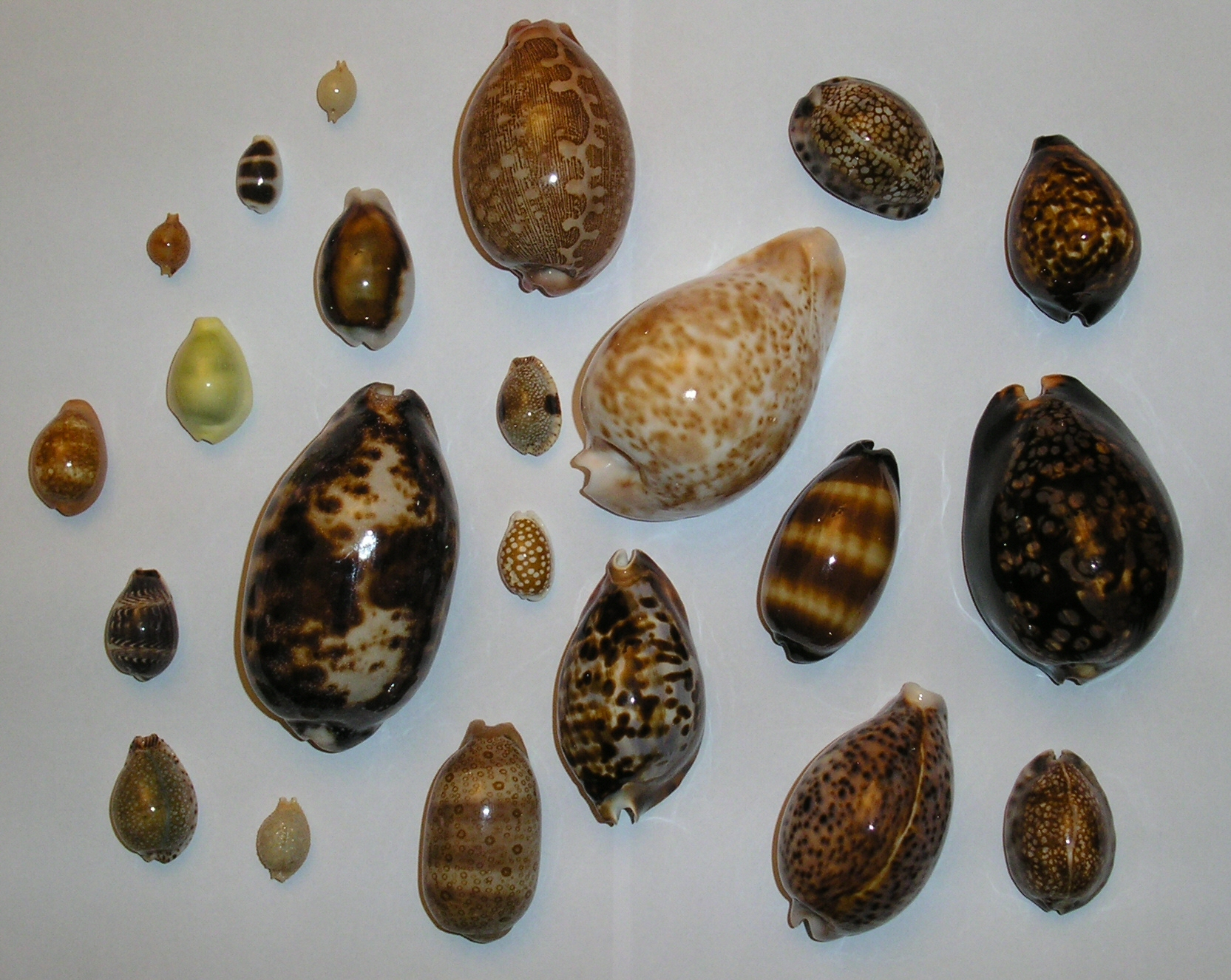
Różne rodzaje muszli kauri

- Merindilogun – wróżenie za pomocą zestawu muszelek kauri, zwanych búzios w brazylijskich religiach afroamerykańskich (candomblé, batuque, omoloko, tambor de Mina, umbanda, xambá). Używa się specjalnych muszli, zwanych kauri (porcelanki), których dawniej używano w Afryce jako pieniędzy, a także jako ozdób dla wizerunków orisza. Muszle te posiadają naturalny otwór, z drugiej strony posiadają owalne zaokrąglenie. Do wróżenia używa się specjalnie spreparowanych muszli, część owalna zostaje obcięta. W różnych tradycjach odmiennie interpretuje się, którą stronę należy uważać za „otwartą”. Niektórzy kapłani preferują całe muszle. Wróżenie z muszelek jest często stosowane przez kobiety z tego względu, że pozostałe metody są tradycyjnie zarezerwowane wyłącznie dla mężczyzn.

Istnieje wiele sposobów wróżenia, najbardziej popularna metoda polega na rozrzuceniu zestawu 16 búzios na uprzednio przygotowanym stole i analizie ich konfiguracji. Kapłan-wróżbiarz babalorixá lub kapłanka (Iyalorixá), po uprzedniej modlitwie i powitaniu wszystkich orisza, podczas rzucania muszelek zadaje bóstwom pytanie. Uważa się, że oriszas wpływają na sposób, w jaki muszelki układają się na stole, udzielając w ten sposób odpowiedzi na zadane pytanie.

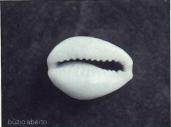
Muszelka otwarta

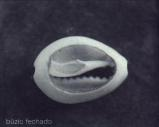
Muszelka zamknięta